# Urs Schnyder
Urs Schnyder (17 april 1986) is een Zwitsers voetbalscheidsrechter. Hij is in dienst van FIFA en UEFA sinds 2018.
Op 19 juli 2018 debuteerde Schnyder in Europees verband tijdens een wedstrijd tussen KF Pristina en Fola Esch in de voorronde van de UEFA Europa League; het eindigde in 0–0 waarna Fola Esch het in de strafschoppenreeks haalde met 4–5. Schnyder gaf 5 gele kaarten.
Zijn eerste interland floot hij op 31 mei 2018, toen Marokko met 0–0 gelijkspeelde tegen Oekraïne.

## Interlands
| Datum       | Plaats              | Wedstrijd          | Uitslag | Competitie        | Kreeg geel | Kreeg voor de tweede keer geel en dus rood | Weggestuurd |
| ----------- | ------------------- | ------------------ | ------- | ----------------- | ---------- | ------------------------------------------ | ----------- |
| 31 mei 2018 | Genève, Zwitserland | Marokko – Oekraïne | 0 – 0   | Vriendschappelijk | 3          | 0                                          | 0           |

Laatste aanpassing op 2 augustus 2018